# Mónica Silvana González
Mónica Silvana González González (Buenos Aires, 12 de febrero del 1976) es una política hispanoargentina del Partido Socialista Obrero Español (PSOE). Diputada en la X Legislatura de la Asamblea de Madrid, desde 2017 fue secretaria de Área de Movimientos Sociales y Diversidad del PSOE en la ejecutiva federal de Pedro Sánchez hasta el 17 de octubre de 2021. 

## Biografía
Nacida el 12 de febrero de 1976 en Buenos Aires (Argentina), se trasladó a la ciudad de Esquina (provincia de Corrientes) a los cuatro años. Diplomada en Turismo en la Universidad Nacional del Nordeste de Corrientes, se instaló en 1998 en España, en Alcalá de Henares.
Tras su llegada, Mónica Silvana se vinculó al activismo asociativo. Se presentó como candidata dentro de la lista del Partido Socialista Obrero Español (PSOE) para las elecciones municipales de Alcalá de mayo de 2007 y, electa concejala, formó parte de la corporación municipal 2007-2011. 
Incluida en el número 10 de la lista del PSOE para las elecciones a la Asamblea de Madrid de mayo de 2015 encabezada por Ángel Gabilondo, resultó elegida diputada para la x legislatura del parlamento regional. Integrada dentro del Grupo Parlamentario Socialista, ejerce como portavoz de la Comisión para las Políticas Integrales de la Discapacidad, como vicepresidenta segunda de la Diputación Permanente, como vocal de la Comisión de Políticas Sociales y Familia y como vocal del Foro Regional para la Inmigración de la Comunidad de Madrid.
En el 39.º Congreso Federal del PSOE, celebrado en julio del 2017, liderado por Pedro Sánchez, se incorporó a la Comisión Ejecutiva Federal como Secretaria Federal de Área de Movimientos Sociales y Diversidad. Cargo que ocupa hasta octubre de 2021, tras en 40 Congreso socialista.
En el ámbito parlamentario ha impulsado la reforma de la Ley Orgánica de Régimen Electoral General para que garantice a todas las personas con discapacidad intelectual recuperen el derecho al sufragio universal. Con esta medida, más de 100 000 españoles han podido ejercer su derecho al voto.
La dirección del PSOE aprobó en marzo de 2019 su inclusión en el puesto 14 de la candidatura del partido de cara a las elecciones al Parlamento Europeo de 2019. Después de la denuncia por acoso que recibió de sus colaboradores, y de la sanción de un mes de empleo y sueldo impuesta por el Parlamento Europeo, se dio de baja como militante del PSOE. En las listas para las Elecciones Europeas del 2024 no fue incorporada.

## Sanción por acoso laboral
El 17 de enero de 2023, la presidenta del Parlamento Europeo, Roberta Metsola, anunció una sanción de 30 días de suspensión de actividad parlamentaria y dietas para la eurodiputada Mónica Silvana González por el "acoso psicológico" que ejerció sobre tres de sus asistentes parlamentarios. Pendiente de recurso, el caso de Mónica Silvana es el más grave de los evaluados por el comité asesor sobre acoso laboral del Parlamento Europeo.

## Premios
- Premios 100 Latinos, 2007, por su labor como concejala en el Ayuntamiento de Alcalá de Henares.